# Althea Reinhardt
Althea Rebecca Reinhardt, née le 1er septembre 1996 à Aarhus, est une handballeuse danoise. Elle évolue au poste de gardienne de but dans le club de Odense Håndbold.
À l'été 2013, elle participe au championnat d'Europe jeunes avec l'équipe jeunes du Danemark. Elle termine à la troisième place de la compétition et elle fait partie de l'équipe-type du tournoi comme meilleure gardienne.
Trois ans plus tard, avec l'équipe junior du Danemark, à l'été 2016, elle participe au championnat du monde junior. Elle remporte la compétition et elle est nommée dans l'équipe-type du tournoi en tant que meilleure gardienne.

## Palmarès

### En sélection
Jeux olympiques
- troisième des Jeux olympiques de 2024

Championnats du monde
- 6e place du championnat du monde 2017
- 9e place du championnat du monde 2019
- troisième du championnat du monde 2021
- troisième du championnat du monde 2023

Championnats d'Europe
- 4e place du championnat d'Europe 2016
- 8e place du championnat d'Europe 2018
- 4e place du championnat d'Europe 2020
- finaliste du championnat d'Europe 2022

Compétitions juniors
- vainqueur du Championnat du monde junior en 2016
- vainqueur du championnat d'Europe junior en 2015[5]

Compétitions jeunes
- troisième du championnat du monde jeunes en 2014
- troisième du championnat d'Europe jeunes en 2013

### Distinction individuelles
- élue meilleure gardienne du championnat du monde junior 2016
- élue meilleure gardienne du championnat d'Europe jeunes 2013